# We Gotta Get Out of This Place
We Gotta Get Out of This Place (lett. "Dobbiamo uscire da questo posto") è un brano musicale scritto da Barry Mann e Cynthia Weil e pubblicato come singolo discografico nel 1965 dal gruppo musicale inglese The Animals.
Nel 2004 è stato inserito nella lista dei 500 migliori brani musicali secondo Rolling Stone. È inoltre incluso nella lista "The Rock and Roll Hall of Fame's 500 Songs that Shaped Rock and Roll" stilata dalla Rock and Roll Hall of Fame.

## Tracce
- 7"

1. We Gotta Get Out of This Place
2. I Can't Believe It

## Cover
- Il gruppo musicale australiano The Angels ha pubblicato una cover del brano nel 1986, quale brano incluso nel loro ottavo album in studio Howling.
- Tra gli altri artisti che hanno registrato o interpretato dal vivo il brano vi sono The Cryan' Shames (1966), The American Breed (1967), The Frost (1970), The Partridge Family (1972), Blue Öyster Cult (1978), Steve Bender (1978), Angelic Upstarts (1980), Grand Funk Railroad (1981), David Johansen (1982), Richard Thompson (1988), Jello Biafra & D.O.A. (1989), Randy Stonehill (1990), Bon Jovi (1992), Widespread Panic (2005), Ann Wilson con Wynonna Judd (2007) e Alice Cooper (2011).

## Classifiche
| Classifica (1965) | Posizione raggiunta |
| ----------------- | ------------------- |
| Canada            | 2                   |
| Regno Unito       | 2                   |
| Stati Uniti       | 13                  |